# Chōsei
Chōsei (長生村?) è un villaggio giapponese della prefettura di Chiba.